# S-II-c
S-II-c — чехословацкий средний танк, который производился для стран Оси. Также был известен как Š-II-c

## История проектирования

### Предпосылки
Одним из самых известных танков Чехословакии был LT vz.35, у которого был свой индекс S-II-a. Развивая его конструкцию, инженеры фирмы Škoda создали специальный экспортный вариант S-II-c (или Š-II-c). Название расшифровывалось следующим образом: Š — индекс фирмы Škoda, II — легкий танк, с — экспортный (всего было 4 буквенных категории танков). Работы над этой машиной были начаты в 1936 году после принятия LT vz.35 на вооружение армии ЧСР. Во многом экспортный вариант соответствовал серийному танку, но имелся и целый ряд отличий.

### Описание корпуса и оружия
Корпус экспортной модели сохранил клёпаную конструкцию и собирался из листов катаной броневой стали на стальном каркасе при помощи уголков, болтов и заклёпок. Защищенность танка была немного усилена благодаря лобовым бронелистам толщиной 30 мм. Сама компоновка танка и состав экипажа не изменились.
Башня танка имела семигранную форму и диаметр 1260 мм. На крыше устанавливалась неподвижная командирская башенка коробкообразной формы с эпископом и перископом. В лобовом листе башни монтировалась 47-мм пушка Skoda A11 и тяжелый пулемет ZB vz.37 в шаровой установке (второй пулемёт устанавливался в передней части корпуса). Пушка была оснащена оптическим прицелом.

### Приборы наблюдения
Из оптических средств и приборов наблюдения, помимо эпископа и перископа, были также два «комплекта», в состав каждого из них входили люк с 50-мм бронестеклом и смотровая щель в переднем бронелисте. По одному такому набору средств наблюдения предназначалось водителю и стрелку-радисту.

### Ходовая часть
В отличие от LT vz.35, ходовая часть была улучшена. Каждая ходовая часть на один борт теперь состояла из следующих компонентов:
1. Два блока на листовых рессорах.
2. Две тележки с двумя опорными катками 380 на 110 мм каждая. Входили в блоки.
3. Металлическая продольная балка для усиления жёсткости.
4. Четыре ролика на верхней ветви гусеницы.
5. Дополнительный передний каток без подрессоривания.

### Двигатель и трансмиссия
Точные данные не известны, однако очевидно, что «Шкода» поставляла свой же двигатель. По одним источникам, это был бензиновый 4-цилиндровый двигатель рабочим объёмом 13800 кубических сантиметров и мощностью 240 л.с. По другим сведениям, это был мотор класса T-11/0, развивавший мощность 120 л.с. при 3600 об/мин.
Также точно нельзя установить характеристики трансмиссии, которая располагалась в носовой части корпуса. По одной версии, она включала 12-скоростную коробку передач с пневматическими сервоприводами и бортовые фрикционы. По другой версии, она имела только 8 скоростей (6 скоростей вперёд и 2 назад), но остальные детали сохранялись, и, более того, добавлялись пневматические тормоза.

### Связь
На танке, в передней части корпуса слева, устанавливалась радиостанция vz.35 со штыревой антенной вынесенной на левый борт. Радиостанция обеспечивала приём в радиусе 2 км и могла работать в качестве телеграфа.

## Испытания и поставки

### Первые попытки
Первый прототип легкого танка Š-II-c был представлен зимой 1937 года. Первыми клиентами должны были стать Венгрия, Италия и Румыния. После введения в мае 1939 года новой системы обозначений, индекс танка изменили на Т-21 (Т — танк, 2 — средний, 1 — первый тип). В мае 1938 года танк прибыл на полигон в Миловицах, но провести его полномасштабные испытания не удалось. Переговоры с Венгрией провалились, а в октябре последний заказчик отказался от танка. О переговорах с СССР и не могло быть речи, так как ранее в Кубинке проверяли LT vz.35. Только в марте 1939 года пришедшие немцы возобновили испытания, но уже в Куммерсдорфе. На немецких военных специалистов данные Š-II-c не произвелили впечатления в силу устарелости конструкции.

### Переговоры с Румынией
Летом 1939 года несколько опытных танков получила в своё распоряжение Румыния. В течение октября-ноября 1939 года были проведены сравнительные испытания образцы танков R-2, Т-21 и V-8-H. На ходовых испытаниях Š-II-c продемонстрировал отличные результаты: при массе в 16,5 тонн он развил на твердом дорожном покрытии максимальную скорость до 50 км/ч. С проходимостью проблем так же не было, удельное давление на грунт не превышало 0,60 кг/кв.см. На ослабленную подвижность танка не обратили внимание. Решение по выбору танков было трудно принять, однако румыны приняли следующее решение: основным танком оставался R-2, но в его конструкцию предполагалось внести ряд доработок от V-8-H. В то же время с фирмой Škoda Werke был заключен контракт на постройку 216 танков Т-21 под новым обозначением R-3. Выполнить это соглашение не удалось из-за наложенного Германией запрета на использование производственных мощностей бывших чешских предприятий.

### Поставка танков Венгрии
После переговоров с Румынией чехословаки перешли к Венгрии, которая безуспешно вела переговоры с Германией и Италией. В октябре 1939 года венгры запросили танки для испытаний, но получили согласие только через год (после испытаний в Румынии). Формально танк находился в распоряжении вермахта, поэтому венгры вели переговоры также с армейскими представителями. Для специалистов из Института военной техники танк считался оптимальным из средних.
Только 3 июня 1940 года танк прибыл в Будапешт, но к тому моменту венгры уже не доверяли чехословацким машинам. Они отправили танки на доработку в компанию Weiss Manfréd, которая обозначила их как 40M Turan. Производство наладили к середине 1941 года, но танки оказались слабее почти всех зарубежных аналогов.

### Поставка Италии
В октябре 1940 года с новинками чехословацкого танкостроения ознакомились итальянцы. К этому времени самым современным танком итальянского производства считался M11/39, но первые же встречи с британскими танками класса «Crusader» во время Африканской кампании показали слабость танка. Итальянцы собирались запросить у фирмы Skoda Werke 200 танков Т-11 или Т-21, хотя можно было купить лицензию на их выпуск. Пока длились переговоры, опытный образец (уже в довольно изношенном виде) был доставлен в Италию и прошёл сравнительные испытания со средними танками М13/40, M14/41 и трофейным S-35 Somua. Чехословацкая машина продемонстрировала лучшую управляемость при прочих равных характеристиках, однако охлаждение силовой установки посчитали недостаточным. Развернуть сборку Т-21 не удалось также ввиду недостатка производственных мощностей Италии. О дальнейшей судьбе единственного прототипа легкого танка Š-II-c данных не сохранилось. По всей видимости, после завершения испытаний он был разобран.

## Последние модернизации

### Т-22
Машину почти никто не покупал, но чехословаки продолжили модернизацию танка. В феврале 1941 года фирма Skoda Werke представила прототип модификации Т-22. Внешне эта модель соответствовала Т-21, но имела более мощный двигатель Skoda V-8, пять новых поддерживающих роликов на борт и улучшенной коробкой передач. Геометрические размеры: 5,44 м х 2,45 м х 2,39 м. Масса составляла 17,5 тонн, однако надо учесть, что у данного образца не было башни и оружия.
На испытаниях в Куммерсдорфе танк потерпел аварию из-за перегрева двигателя и был отправлен на ремонт обратно в Плзень. После возвращения испытания продолжились, причем вермахт потребовал адаптировать систему охлаждения для войны в Северной Африке. Работы довести до конца не удалось, так как вермахт предпочёл Pz Kpfw III и Pz Kpfw IV, а немецкая армия оставила Африку.
Впоследствии на базе шасси Т-22 предлагалось строить самоходные установки. В 1942 году было разработано два проекта: Voss I (противотанковый вариант с 75-мм пушкой Skoda А16) и Voss II (САУ огневой поддержки со 150-мм гаубицей SiG33). Дальше деревянных макетов работы так и не продвинулись.

### Т-23
Последним вариантом, завершившим ветвь развития танков серии S-II, стал проект Т-23. Его разработка велась в частном порядке с 1940 года. Конструкция танка была аналогична Т-22, но в коробке передач пневматическая система была заменена на механическую. Бронирование усилили за счет установки лобового бронелиста корпуса толщиной 50 мм. Также этот танк оборудовался башней и полным комплектом вооружения (47-мм пушка Skoda A11 и два 7,92-мм пулемета MG34). Боезапас составлял 94 выстрела и 3000 патронов.
Опытный образец танка под кодом Т-23М поступил на испытания в феврале 1941 года, но из-за проблем с охлаждением его вскоре вернули фирме. После доработок ситуация существенно улучшилась: на ходовых тестах прототип Т-23М прошёл около 10000 км, продемонстрировав лучшую техническую надежность за всё время. Приобретением этой боевой машины заинтересовалась Румыния, которая в 1942 году намечала развернуть его лицензионный выпуск, но из-за отсутствия подходящего производства реализовать этот план не удалось.
Прототип танка Т-23М пережил войну. Оставаясь на территории Чехии, он ещё некоторое время использовался для вспомогательных целей, пока в конце 1940-х гг. его не разобрали.